# بادي ولف
بادي ولف (بالإنجليزية: Buddy Wolfe)‏ هو مصارع محترف أمريكي، ولد في 11 أبريل 1941 في بلو إيرث في الولايات المتحدة، وتوفي في 11 يوليو 2017 في هاكنساك في الولايات المتحدة بسبب خرف.

## روابط خارجية
- بادي ولف على موقع CageMatch worker (الإنجليزية)